# Le Maestro
Pour plus de détails, voir Fiche technique et Distribution.
Le Maestro est un film français réalisé par Claude Vital, sorti en 1977.

## Fiche technique
- Titre français : Le Maestro
- Réalisation : Claude Vital
- Scénario : Claude Vital et Jean Halain, d'après la pièce en 3 actes Les Vignes du Seigneur de Francis de Croisset et Robert de Flers créée en 1923
- Photographie : Vladimir Ivanov
- Montage : Catherine Kelber
- Musique : Paul Misraki
- Producteur : Alain Poiré
- Société de production : Production 2000
- Pays d'origine :  France
- Langue : français
- Format : couleur
- Durée : 88 minutes (1 h 28)
- Genre : comédie
- Date de sortie : 22 juin 1977

## Distribution
- Jean Lefebvre : Alexis Kemper
- Daniel Ceccaldi : Hubert
- Sophie Desmarets : Germaine Bourgeon
- Caroline Cartier : Gisèle Bourgeon
- Geneviève Grad : Corinne
- Robert Dalban : Vincent
- Geoffrey Carey : Alan
- Michel Galabru : Monsieur de Morgeaux
- Jacques Jouanneau : l'agent immobilier
- Yvonne Clech : Madame de Morgeaux
- Bernard Musson : le curé
- Alan Adair : un journaliste
- Henri Poirier : le tireur de tombola
- Albert Michel : le chauffeur de taxi
- Yvonne Dany : la concierge
- Marius Gaidon : le réceptionniste
- Annie Jouzier : la dame dans l'avion
- Cerise[1]